# 阿蒂耶戈瓦克羅省

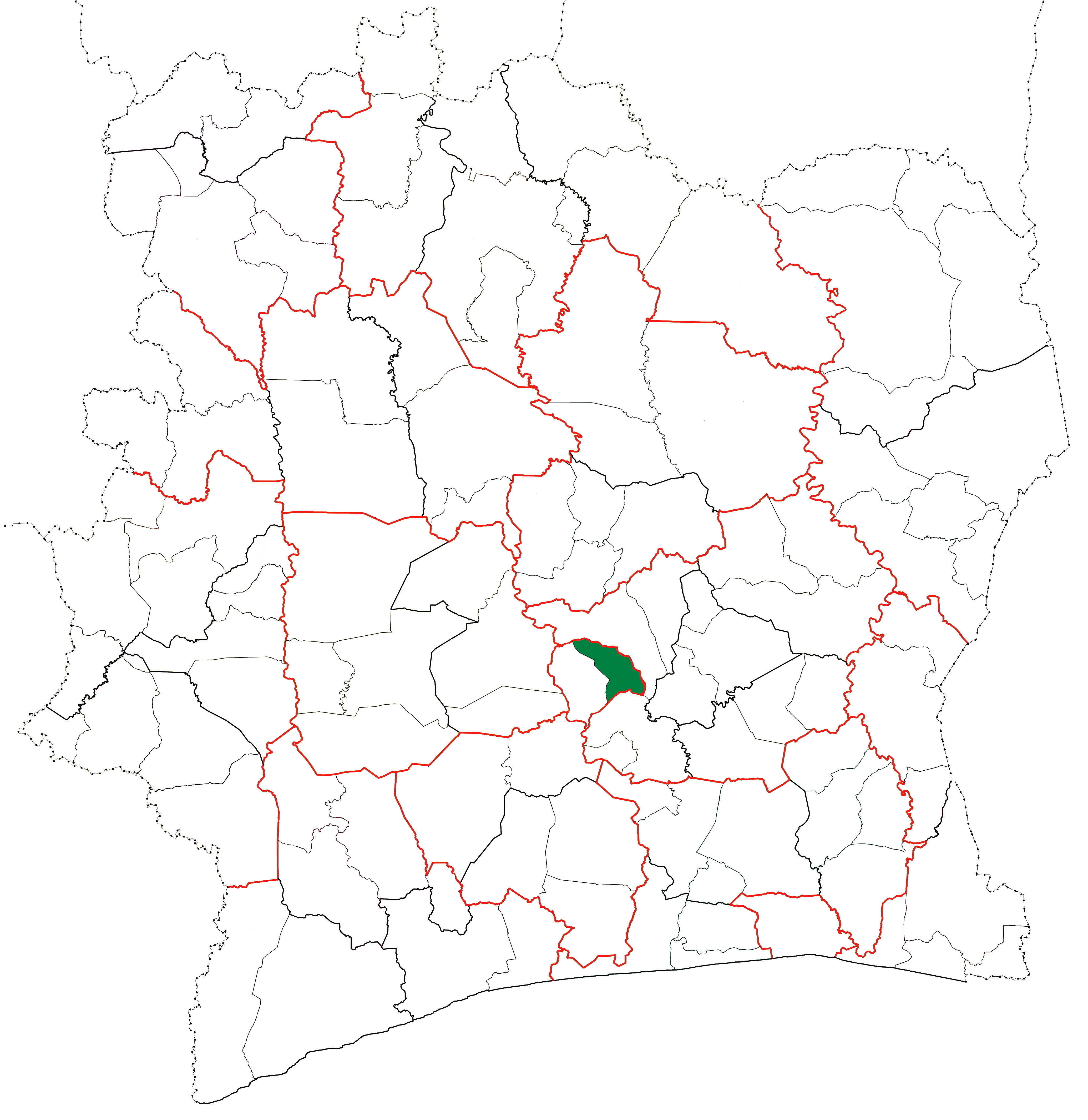
阿蒂耶戈瓦克羅省在科特迪瓦的位置

阿蒂耶戈瓦克羅省（法語：Département d'Attiégouakro），是科特迪瓦雅穆蘇克羅區的省份，位於該國中部，成立於2009年，面積1,120平方公里，2014年人口45,517，人口密度每平方公里41人。